# Mělce
Mělce (223 m n. m.) jsou vrch v okrese Louny Ústeckého kraje. Leží asi dva kilometry západně od města Louny na jeho katastrálním území.

## Přírodní poměry
Vrch je tvořen jíly (písčité jíly) a v podloží slínovci s polohami či konkrecemi vápenců. Geomorfologicky náleží do celku Dolnooharská tabule, podcelku Hazmburská tabule, okrsku Lounská pahorkatina a podokrsku Březenská pahorkatina.

## Pietní místa
Při vrcholu je na místě pohřbených vojáků z bitvy u Chlumce roku 1813 památník v podobě kříže. Na severním svahu se nachází památník padlým partyzánům výsadku Jana Koziny, ke kterému vede odbočka žluté turistické trasy z Loun do Března). Pod severním úpatí návrší se nacházel nejstarší lounský židovský hřbitov ze druhé poloviny 17. století.

## Galerie

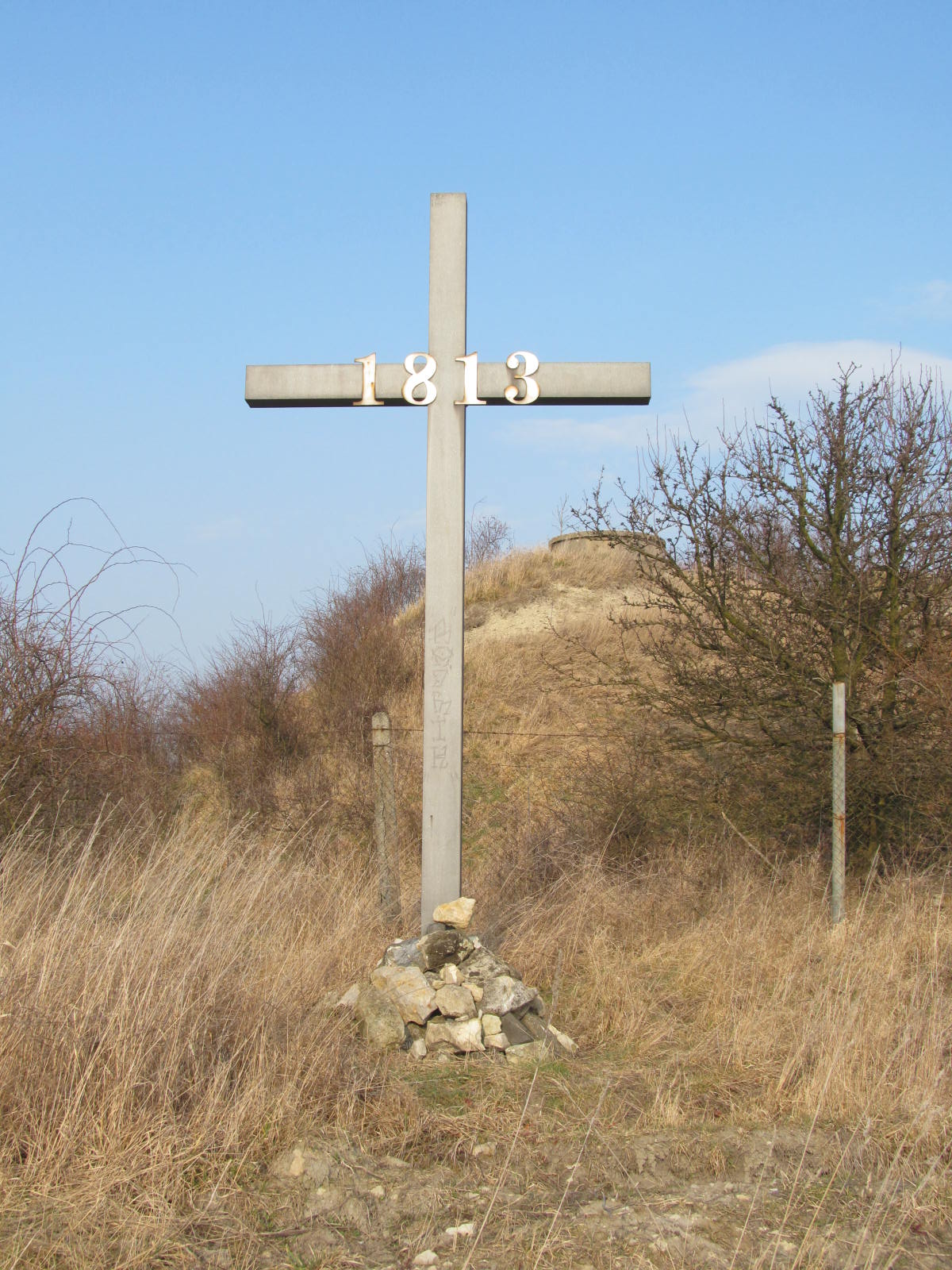
Památník na místě hrobu vojáků z bitvy u Chlumce
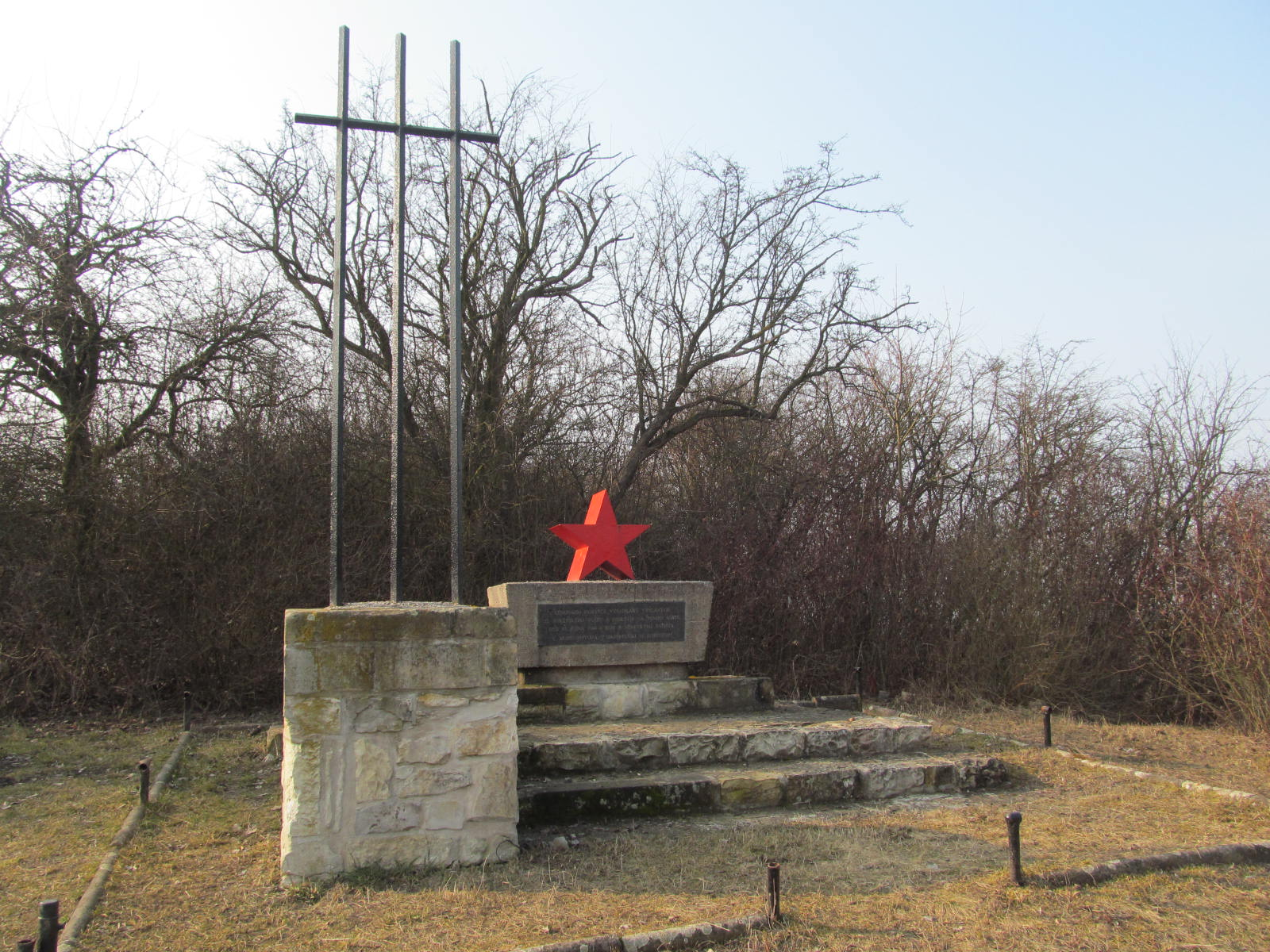
Památník padlým partyzánům výsadku Jana Koziny
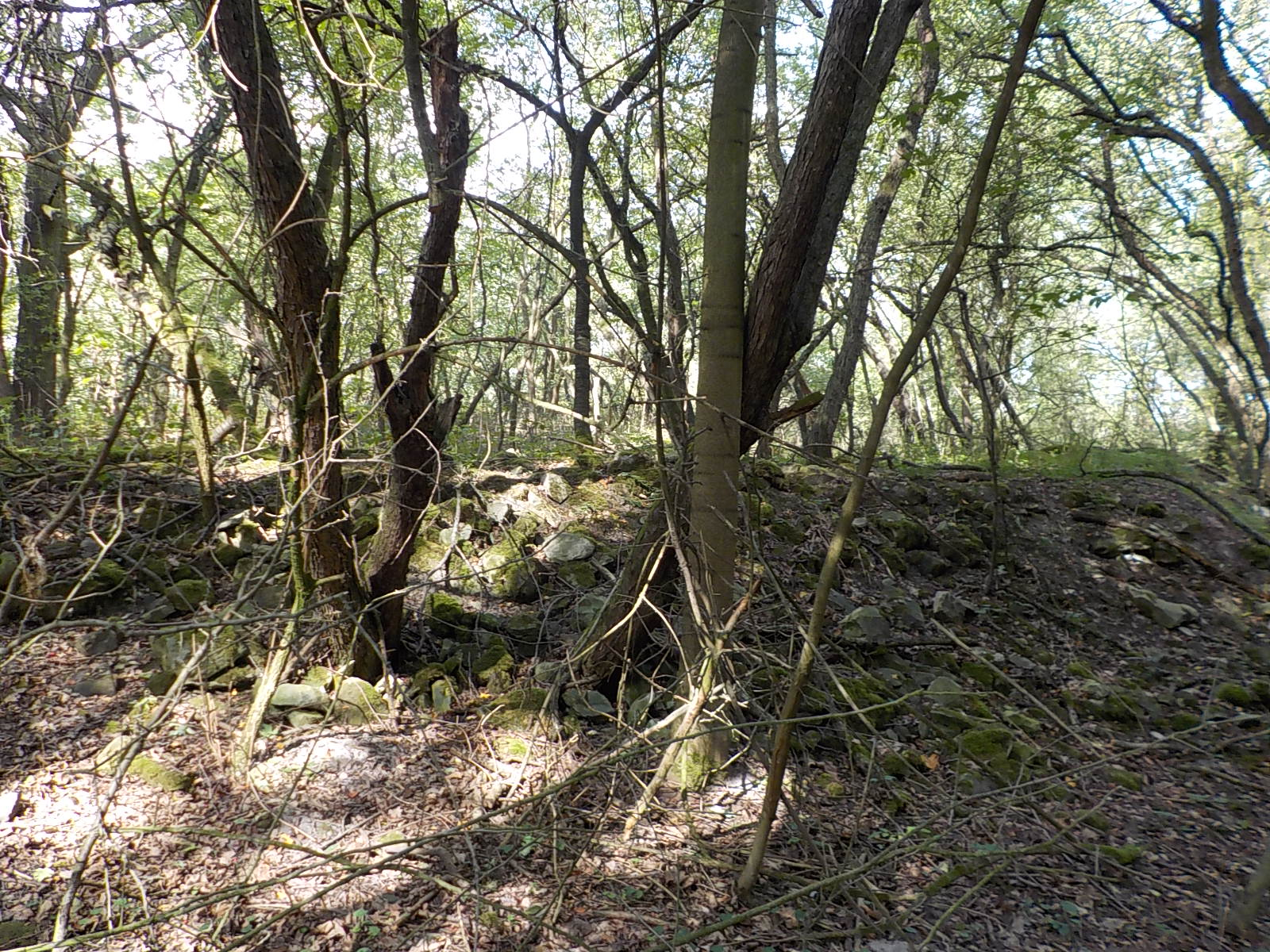
Židovský hřbitov